# Ophelosia
Ophelosia is een geslacht van vliesvleugeligen uit de familie Pteromalidae. De wetenschappelijke naam van dit geslacht is voor het eerst geldig gepubliceerd in 1890 door Riley.

## Soorten
Het geslacht Ophelosia omvat de volgende soorten:
- Ophelosia aligherini Girault, 1927
- Ophelosia australis Berry, 1995
- Ophelosia bifasciata Girault, 1916
- Ophelosia charlesi Berry, 1995
- Ophelosia crawfordi Riley, 1890
- Ophelosia hypatia Girault, 1916
- Ophelosia indica Farooqi, 1983
- Ophelosia keatsi Girault, 1927
- Ophelosia leai Dodd, 1924
- Ophelosia lucretii Girault, 1921
- Ophelosia maculata Sureshan & Narendran, 2005
- Ophelosia mcglashani Berry, 1995
- Ophelosia pinguis Girault, 1913
- Ophelosia saintpierrei Girault, 1913
- Ophelosia stenopteryx Berry, 1995
- Ophelosia viridithorax Girault, 1916